# 王化 (蜀漢)
王化（？年—？年），字伯遠，廣漢郪人，將作大匠王堂後裔。

## 生平
王化兄弟四人，年輕時並有令望。王化主要研究《毛詩》、《三禮》、《春秋公羊傳》。
蜀漢時期，廣漢郡命他為功曹，益州徵辟為從事，歷任光祿郎中主事、尚書郎。後擔任閬中令，為政清靜。被舉為孝廉。
西晉一統後，廣漢郡再舉薦他為孝廉，任涼州酒泉郡樂涫縣令。樂涫縣靠近邊塞，正值胡虜叛亂，王化率領官吏百姓屯糧堅守。胡虜斷了王化等人的後路並以重兵圍困他們，王化等人被孤立隔絕了七年。趁胡虜放鬆警惕，王化伺機征討，百姓則掠奪胡虜糧草輜重。後來朝廷所派的援軍趕到，於是胡虜退兵，王化以功被封為關內侯。升遷為朱提太守。王化安撫少數民族，受夷民和朝廷認同。轉任梓潼太守後，也有不錯的成績。王化為人嚴謹莊重，所言方正高雅，評論人士公正，州里敬重他的誠實和高風亮節。於七十二歲時在任內去世。

## 家庭

### 祖父
- 王商，字文表，益州刺史劉焉、劉璋下屬，劉璋時曾擔任蜀郡太守。

### 父
- 王彭，官至蜀漢巴郡太守。

### 兄弟
- 王振，字仲遠，官至西晉巴東太守。
- 王岱，字季遠，歷廣陽、作唐令，早亡。
- 王崇，字幼遠，[3]官至西晉上庸、蜀郡太守。[4]